# 爱德华王子群岛
爱德华王子群岛（英語：Prince Edward Islands）是两个隶属于南非的印度洋小岛所组成的群岛，靠近南极洲。

## 地理
爱德华王子群岛位于东经037°51′09″，南纬46°46′23″。两个小岛分别为马里恩岛（Marion Island，46°54′45″S, 37°44′37″E）和爱德华王子岛（Prince Edward Island，46°38′39″S, 37°56′36″E）。马里恩岛的面积290平方公里，爱德华王子岛则约有45平方公里，两岛俱由火山活动形成。

## 历史
1663年，该群岛被荷兰船只Maerseveen发现。
1772年，法国东印度公司探险家马可-约瑟夫·马里翁·迪弗伦（Marc-Joseph Marion du Fresne）到达了该群岛，但是没能登陆。迪弗伦认为，他所看到的群岛就是南极洲。
1776年，英国航海家詹姆斯·库克（James Cook）到达该群岛，但是由于天气原因登陆失败。他以乔治三世的第四个儿子的名字命名小岛为爱德华王子岛，以马可-约瑟夫·马里翁·迪弗伦命名大岛为马里恩岛。
1873年，英国海军军官和北极探险家乔治·斯特朗·内厄斯（George Nares）勘测了爱德华王子群岛。
1947年，南非从英国手中取得了该群岛的主权。同年，南非在马里恩岛上设立了一个气象站。
2013年，劃設愛德華王子島海洋保護區。